# 小行星1826
小行星1826（1826 Miller）是一颗围绕太阳公转的小行星。1955年9月14日，印第安纳大学在摩根县发现了此天体。
該小行星以美國天文學家約翰·安東尼·米勒（John Anthony Miller）命名。
这颗小行星的绝对星等为165.04188等。